# Kleine Schwertmuschel

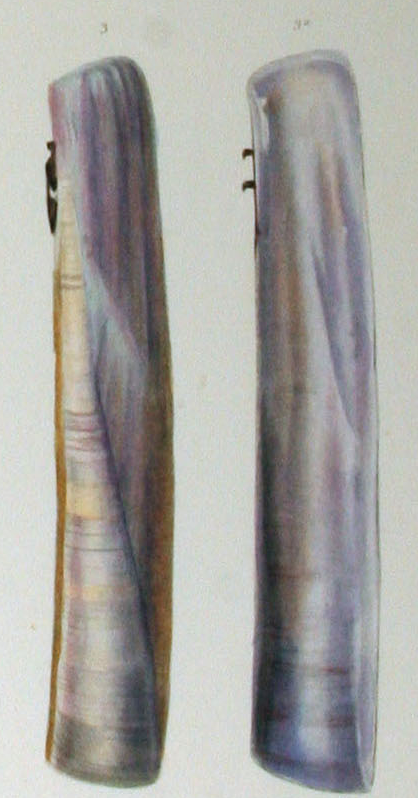
Ensis minor (Chenu, 1843), Originalabbildung aus Chenu, 1843: Taf. 46, Fig. 3

Die Kleine Schwertmuschel (Ensis minor) ist eine Muschelart aus der Familie der Pharidae, die auch in der Nordsee vorkommt.

## Merkmale
Das gleichklappige Gehäuse wird bis zu 17 cm lang und bis 2,5 cm hoch. Das Längen-zu-Höhenverhältnis liegt unter 7. Dorsal- und Ventralrand verlaufen fast parallel und sind fast gerade bis nur sehr leicht gebogen. Vorder- und Hinterende sind etwa gleich hoch, das Hinterende kann auch geringfügig höher sein. Die Enden sind sehr flach gerundet bis fast gerade und stehen senkrecht zur Gehäuselängsachse bis leicht schräg nach unten außen abfallend. Das Gehäuse ist extrem ungleichseitig, die kleinen Wirbel liegen nahe dem Vorderende. Vorder- und Hinterende klaffen ständig. Am Vorderende tritt der muskulöse Fuß heraus, am Hinterende die verhältnismäßig kurzen Siphonen. Die hintere Öffnung ist im Querschnitt rautenförmig.
Das lange, schmale, braune bis schwarze Ligament liegt extern hinter den Wirbeln. In der rechten Klappe befindet sich ein länglicher Kardinalzahn und ein länglicher, hinterer Lateralzahn. In der linken Klappe sitzen zwei knollenförmige Kardinalzähne und zwei hintere, übereinander liegende, längliche Lateralzähne. Die Mantelbucht ist U-förmig. Es sind zwei Schließmuskeln vorhanden. Der vordere Schließmuskel ist länglich, liegt dorsal und ist länger als das Ligament. Der hintere Schließmuskel ist dagegen klein und rundlich und von der Mantelbucht um ungefähr den Durchmesser bis doppelten Durchmesser des Schließmuskels abgesetzt. Der vordere Schließmuskel ist länger als das Ligament.
Die Schale ist vergleichsweise dünn und spröde. Sie variiert in der Farbe von schmutzigweiß, cremefarben bis grau mit einigen rötlich braunen, blassvioletten oder blasspinkfarbenen Flecken und Bändern. Die Außenseite des Gehäuses weist randparallele Anwachslinien und Wachstumsunterbrechungen (gröbere Linien) auf. Das glänzende, grünliche bis gelbbraune Periostracum wird zu den Rändern hin dunkler und bräunlich. Innen ist die Schale weißlich mit bläulicher oder violetter Tönung. Der Gehäuseinnenrand ist glatt.
Rechte und linke Klappe des gleichen Tieres:

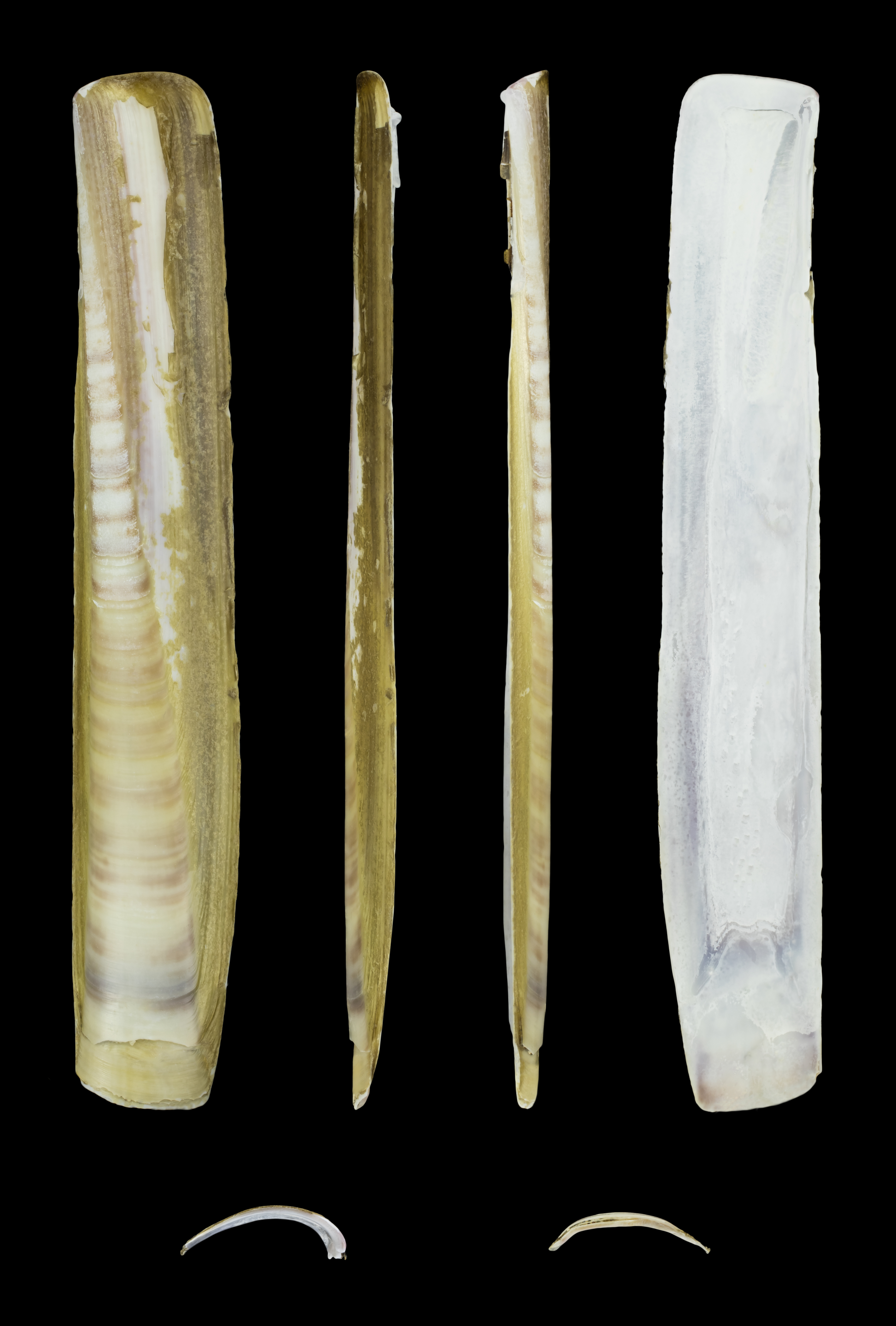
Rechte Klappe
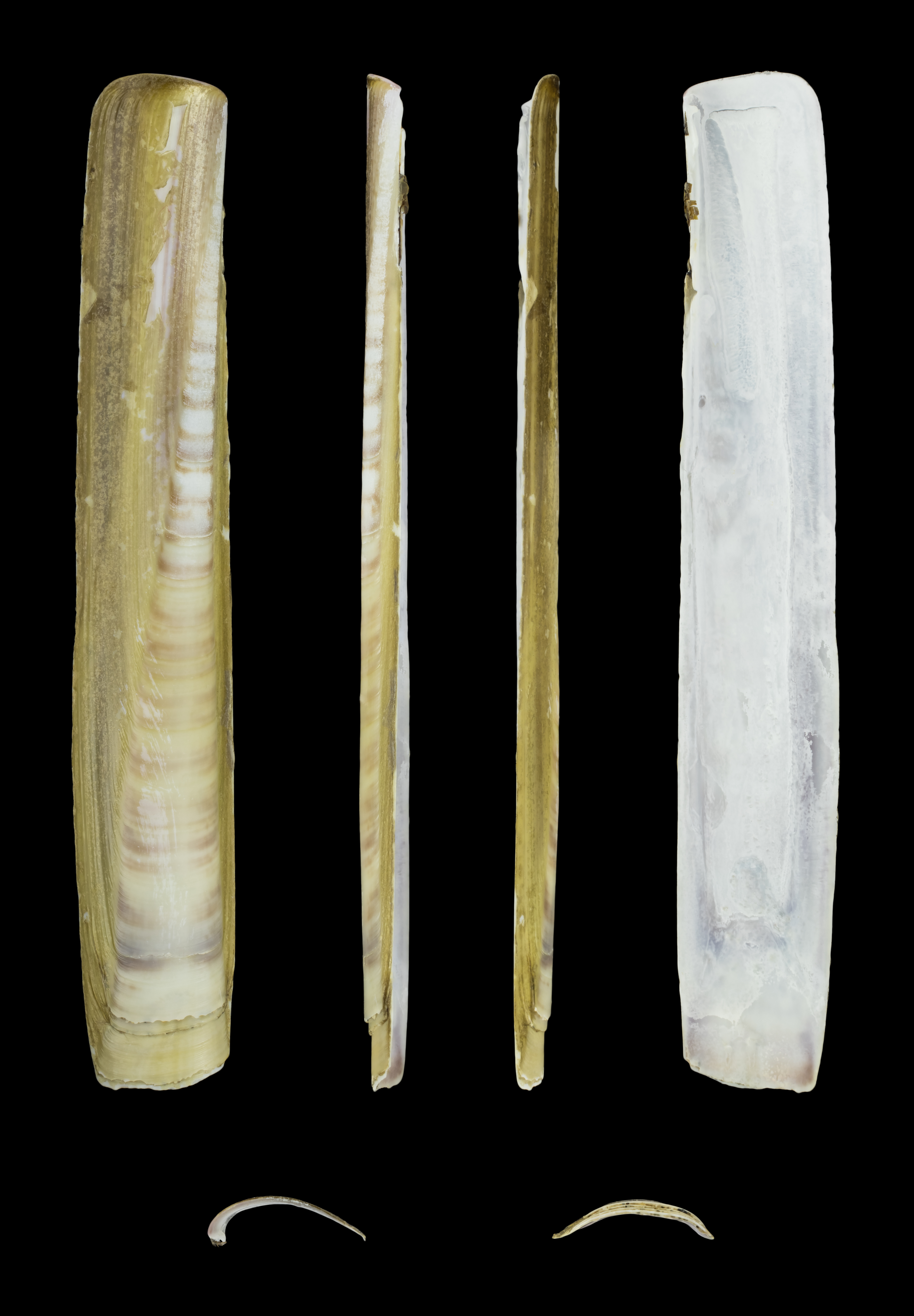
Linke Klappe

### Ähnliche Arten
Bei der Kleinen Schwertmuschel (Ensis minor) ist der hintere Schließmuskel dichter am Gehäuserand als der vordere Schließmuskel am dorsalen Gehäuserand, bei der Schotenmuschel in etwa gleichem Abstand.

## Geographische Verbreitung und Lebensraum
Das Verbreitungsgebiet erstreckt sich von Norwegen entlang der Küsten Westeuropas bis nach Marokko und ins Mittelmeer.
Die Tiere leben eingegraben in sandigem Sediment meist in weniger als vier Meter Wassertiefe; sie kommen aber auch noch etwas tiefer bis 25 Meter Wassertiefe vor. Sie stecken mit dem Vorderende nach unten senkrecht im Sediment. Im Mittelmeer wird die Art stark befischt.

## Taxonomie
Die Art wurde von Jean-Charles Chenu erstmals als Solen siliqua minor gültig beschrieben. Der Name taucht zwar schon 1818 in Lamarck's Histoire naturelle des animaux sans Vertèbrès auf, ist dort aber ein nomen nudum ohne nähere Beschreibung. Die Art wird heute als selbständige Art zur Gattung Ensis Schumacher, 1817 gestellt.

## Belege

### Online
- Marine Bivalve Shells of the British Isles: Ensis minor (Chenu, 1843) (Website des National Museum Wales, Department of Natural Sciences, Cardiff)
- Marine Species Identification Portal: Ensis minor (Chenu, 1843)